# Скрунда
Скрунда (латис. Skrunda) — місто у Кулдизькому новаді Латвії.

## Назва
- Скрунда (латис. Skrunda;  вимова)
- Шрунден (нім. Schrunden)

## Географія
Місто розташоване на заході Латвії, у Курземе, на березі річки Вента, на автотрасі А9 між містами Салдус та Лієпая, за 35 км до півдня від міста Кулдига.

## Клімат
| Кліматограма Скрунди | Кліматограма Скрунди | Кліматограма Скрунди | Кліматограма Скрунди | Кліматограма Скрунди | Кліматограма Скрунди | Кліматограма Скрунди | Кліматограма Скрунди | Кліматограма Скрунди | Кліматограма Скрунди | Кліматограма Скрунди | Кліматограма Скрунди |
| --- | -------------------- | -------------------- | -------------------- | -------------------- | -------------------- | -------------------- | -------------------- | -------------------- | -------------------- | -------------------- | -------------------- |
| С | Л                    | Б                    | К                    | Т                    | Ч                    | Л                    | С                    | В                    | Ж                    | Л                    | Г                    |
| 56 −1 −5 | 45 0 −5              | 46 4 −3              | 44 11 2              | 57 17 7              | 74 20 11             | 84 22 14             | 82 21 14             | 60 17 10             | 68 10 5              | 56 5 2               | 57 2 −2              |
| Середня макс. і мін. температури повітря (°C) Атмосферні опади (мм), за рік : 729 мм. Джерело: Скрунда «Climate-Data.org»(англ.) |                      |                      |                      |                      |                      |                      |                      |                      |                      |                      |                      |

## Історія

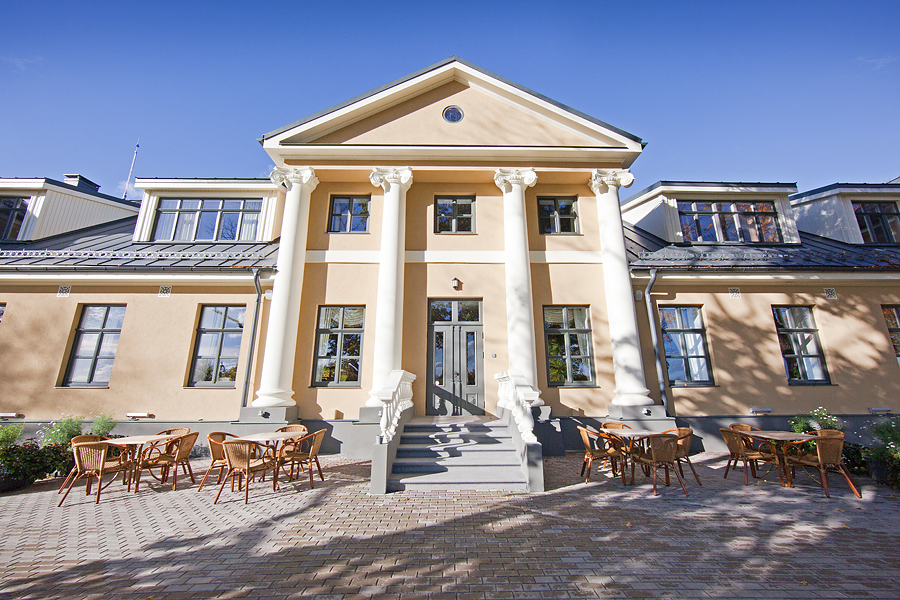
Миза Скрунда

Перше згадування у 1253 році, місто з 1996 року. У 1368 році Лівонський орден побудував замок. Замок був зруйнований під час нападу шведських військ у часи Великої Північної війни і більше не відбудовувався.
Після окупації Скрунди Червоною армією у 1945 році радянські окупанти почали вивозити громадян Латвії до Сибіру. Тільки за один день, 25 березня 1949 року, було вислано 228 мешканців.
З 1950 по 1959 рік Скрунда було центром Скрундського району. 
У 1950 році Скрунді надано статус смт., а в 1996 році — надано статус міста.
Неподалік від міста під час холодної війни перебував радарний комплекс Дністрер-М (РЛС) (Дарьял (РЛС)), обслуговував його персонал жив в розташованому неподалік житловому масиві Скрунда-1, останній російський радар в Прибалтиці. Радар перестав діяти 31 серпня 1998.
Після виведення останніх російських військ з регіону в жовтні 1999 року, Скрунда-1 став містом-примарою.
З 2009 по 2021 рік Скрунда було адміністративним центром колишнього Скрундського новадсу.

## Міста-побратими
- Естонія Пилтсамаа з 2005 року
- Франція Сен-Брис-ан-Когле з 2006 року
- КНР Дінчжоу з 2007 року
- Грузія Мцхета з 2007 року
- Україна Косів з 2015 року[7]

## Світлини

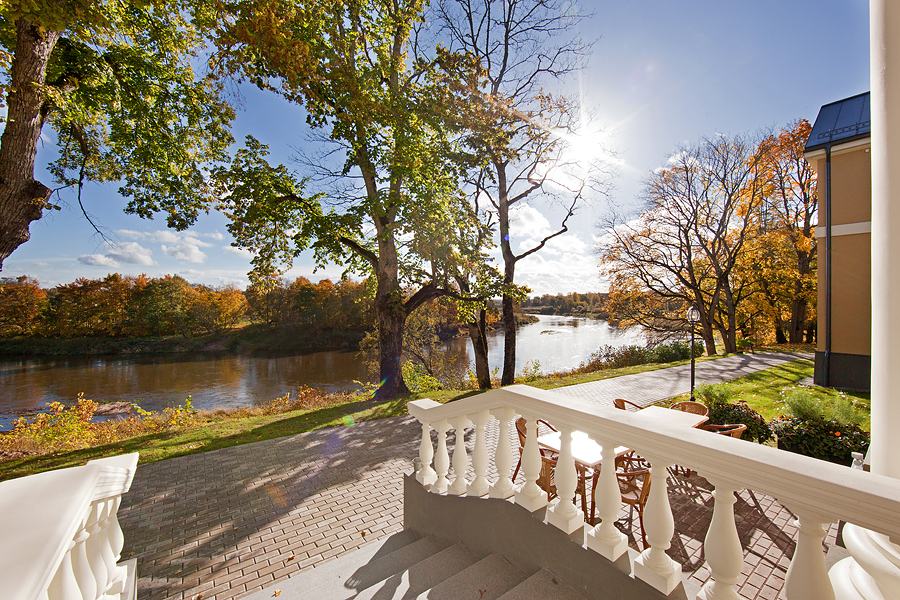
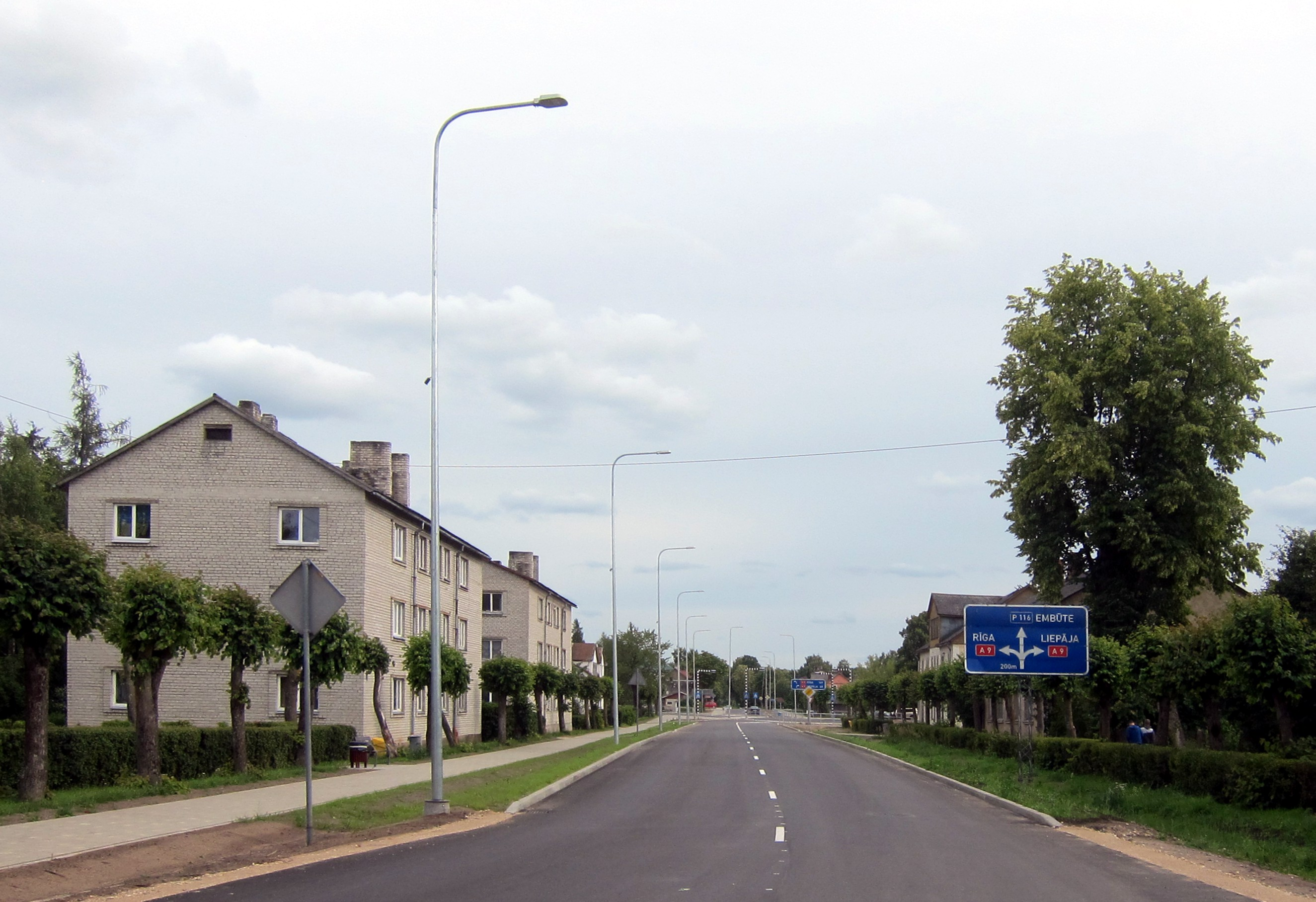
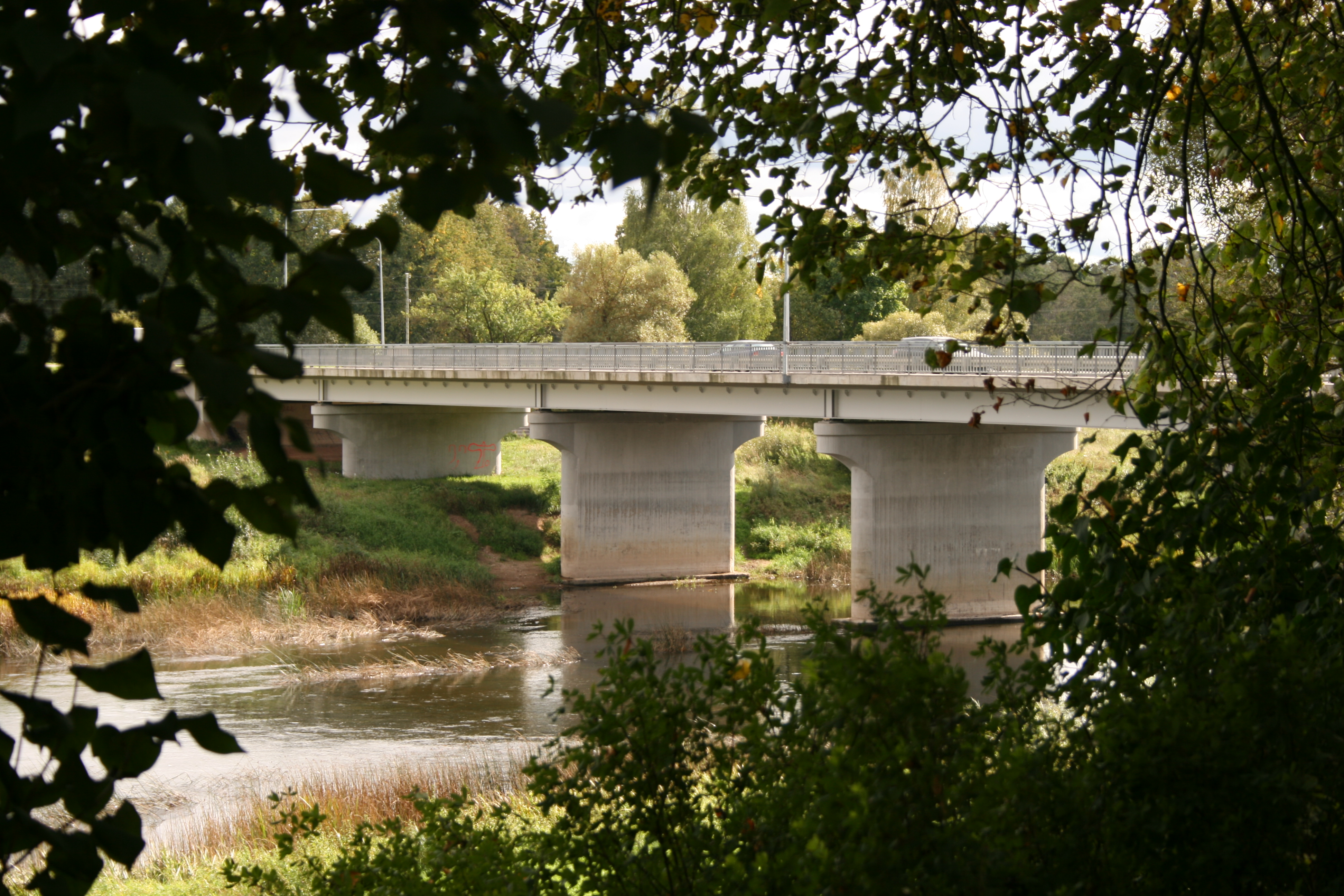
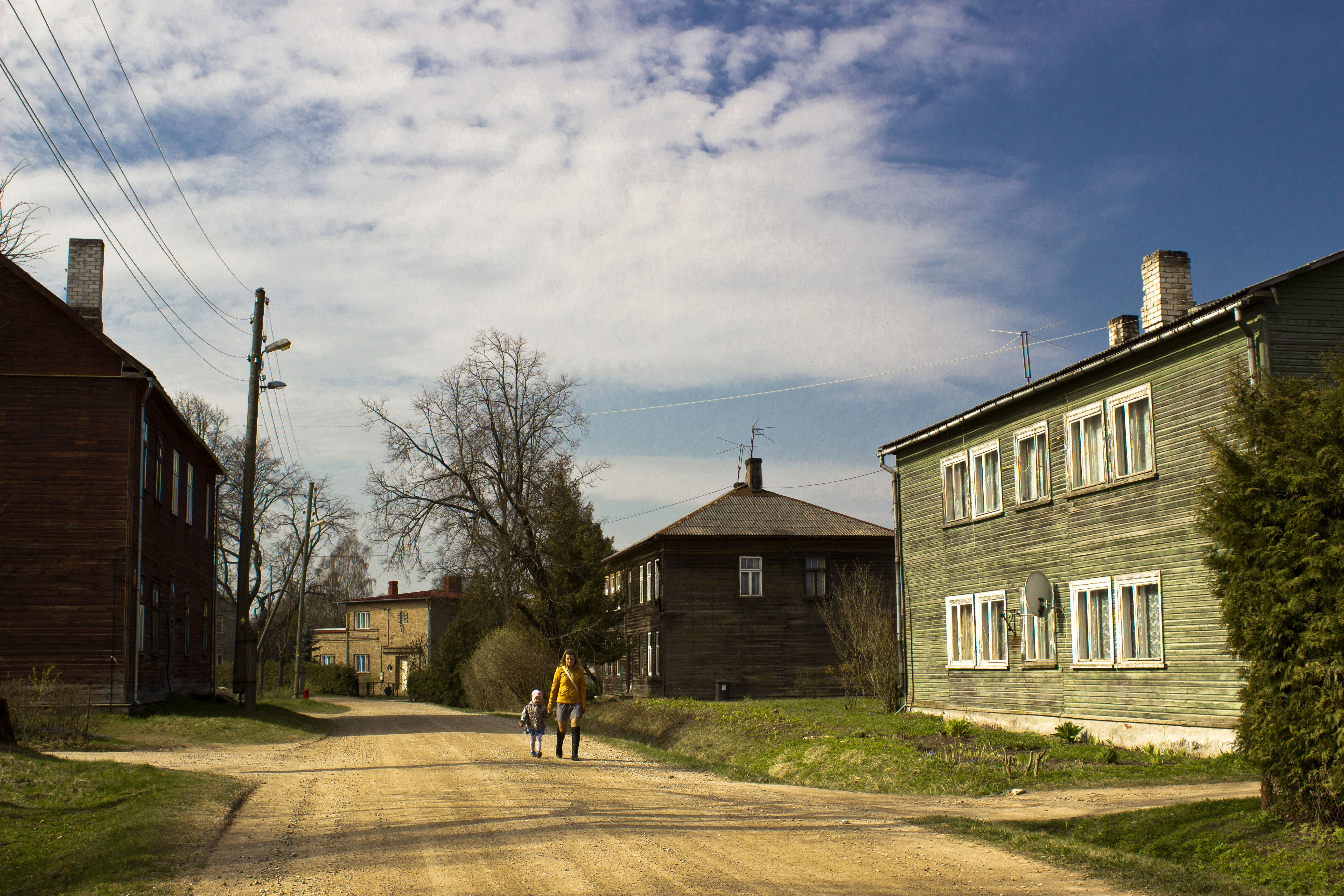
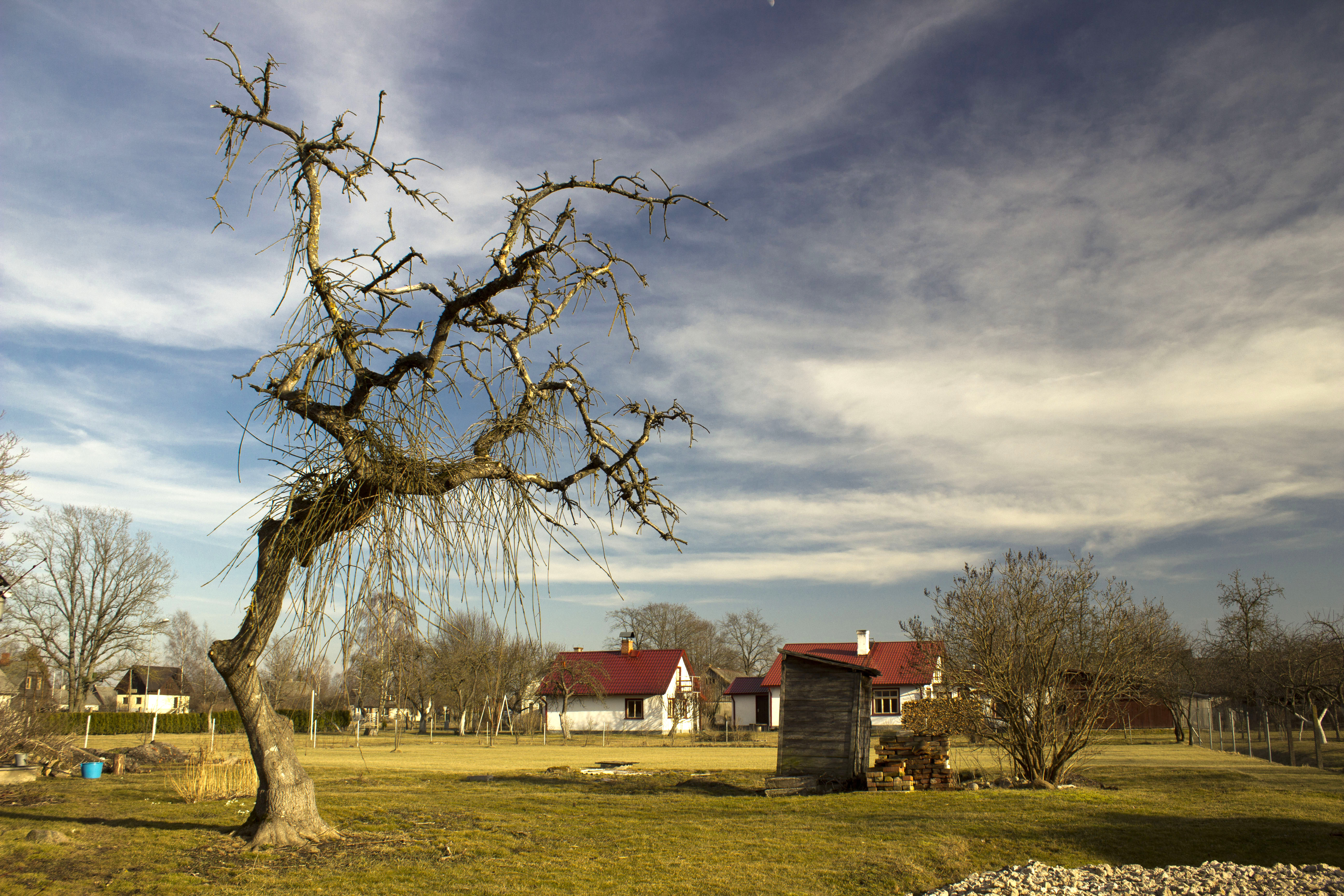

## Відомі персоналії
- Майя Амоліня[lv] — латвійська журналістка.
- Едуард Ейхвальд — геолог, лікар, натураліст. З 1819 по 1821 рік працював у Скрунді лікарем, перш ніж він став відомий як палеонтолог.
- Ґінтс Ґравеліс — латвійський актор[8]
- Альберт Каулс (1938—2008) — латвійський політичний діяч, міністр сільського господарства Латвійської Республіки (1995-1996).